# 36-os busz (Budapest, 1953–2008)
A budapesti 36-os jelzésű autóbusz a Pestszentlőrinc, MÁV-állomás és Pestszentlőrinc, Liszt Ferenc utca között közlekedett. A járatot a Budapesti Közlekedési Zrt. üzemeltette.

## Története
1948. április 5-étől a Vörösmarty tér – Kálvin tér – Ecseri út útvonalon járt 36-os jelzésű autóbuszjárat. 1948. május 24-én visszavágták a Nagyvárad térig, ahonnan 36A jelzésű betétjárat indult az Ecseri útig. 1948. november 8-án a 36-os buszt a Garam utcáig hosszabbították, a 36A járat pedig november 22-én a 13-ast jelzést kapta és útvonala jelentősen módosult. A 36-os buszt 1953. július 27-étől a Boráros tér és az István park között járatták, míg végül szeptember 20-án megszűnt kihasználatlanság miatt.
1953. október 5-én Kispesten indult újra a 36-os busz a Vörös Hadsereg útja és a Csiki utca között. 1955. szeptember 22-én lakossági kérésre meghosszabbították a Csiki utcától Pestlőrinc, MÁV-állomásig. 1955. október 10-én 36A jelzéssel tehermentesítő betétjáratot kapott a Pestlőrinc, Baross utca és Pestlőrinc, MÁV-állomás között, ám már november 21-én megszűnt. 1957-től 1964-ig temetői járatként indult újra a 36A, a Baross utca és az Új köztemető között. 1964. június 1-jén a 36-os buszt a Lakatos utcáig hosszabbították. 1971. március 15-én 36B jelzésű járatot is indítottak a Pestlőrinc, MÁV-állomás és KISZ lakótelep között, majd 1977. január 1-jén 136-osra nevezték át. 2008. augusztus 20-án a 36-os busz megszűnt, útvonalának nagy részét a módosított útvonalon közlekedő 93-as busz vette át. Ezzel egy időben a 19-es és az 59A busz összevonásából egy másik 36-os busz indult Pestszentlőrinc, MÁV-állomás és Csepel, Csillagtelep között.

## Útvonala
| Pestszentlőrinc, Liszt Ferenc utca felé | Pestszentlőrinc, MÁV-állomás felé |
| --- | --- |
| Pestszentlőrinc, MÁV-állomás vá. – Jegenye fasor – Lakatos út – Üllői út – Baross utca – Csiky utca – Pozsony utca – Kassa utca – Darányi Ignác utca – Csapó utca – Új temető út – Hengersor utca – Benedek Elek utca – Pestszentlőrinc, Liszt Ferenc utca vá. | Pestszentlőrinc, Liszt Ferenc utca vá. – Üllői út – Hengersor utca – Új temető út – Csapó utca – Darányi Ignác utca – Kassa utca – Pozsony utca – Csiky utca – Baross utca – Kossuth Lajos utca – Városház utca – Üllői út – Lakatos út – Jegenye fasor – Pestszentlőrinc, MÁV-állomás vá. |

## Megállóhelyei
| 0  | Pestszentlőrinc, MÁV-állomás végállomás       | 19 | 17, 17, 19, 98, 98 Pestszentlőrinc            |
| 1  | Lakatos út (↓) Jegenye fasor (↑)              | 18 | 17, 17, 19, 95, 98, 98, 193E, 200, 282E, 284E |
| 2  | Dolgozó út                                    | 16 | 19, 182, 184                                  |
| 3  | Üllői út (↓) Lakatos út (↑)                   | 15 | 19, 93 50                                     |
| 5  | Kemény Zsigmond utca (↓) Építő út (↑)         | 14 | 19, 93 50                                     |
| ∫  | Teleki utca                                   | 13 | 19, 93 50                                     |
| ∫  | Thököly út                                    | 12 | 19, 93 50                                     |
| 6  | Baross utca (↓) Kossuth Lajos utca (↑)        | 10 | 19, 93 50                                     |
| 7  | Margó Tivadar utca                            | 9  | 19, 136                                       |
| 8  | Iker utca                                     | 8  |                                               |
| 9  | Pozsony utca (↓) Csiky utca (↑)               | 7  | 194                                           |
| 10 | Karton utca                                   | 6  | 194                                           |
| 11 | Kassa utca (↓) Pozsony utca (↑)               | 5  | 194                                           |
| 12 | Kolozsvár utca                                | 4  |                                               |
| 13 | Csapó utca (↓) Darányi Ignác utca (↑)         | 3  | 136                                           |
| 14 | Vaslemez utca (↓) Kis temető köz (↑)          | 3  |                                               |
| 15 | Hengersor utca (↓) Új temető út (↑)           | 2  | 154, 154B 42                                  |
| 16 | Erkel Ferenc utca                             | 1  | Kispest                                       |
| 18 | Pestszentlőrinc, Liszt Ferenc utca végállomás | 0  | 93 50                                         |